# Los Shakers
Los Shakers fue una banda uruguaya de mediados de la década de 1960, con una gran influencia de grupos de la época como The Beatles y The Byrds.

## Historia
A principios de la década de 1960, Los Beatles impactaron de gran forma la cultura mundial, incluida Sudamérica, generando grupos de ese estilo que imitaban su vestimenta, peinados y sobre todo su sonido. Los más importantes de todos los de esa época fueron Los Shakers que comenzaron su ascenso en I’ Marangatú, una boite de Punta del Este en el verano de 1965; allí fueron conocidos por empresarios argentinos que los contrataron viendo una clara oportunidad comercial.
Se trasladan entonces a la Argentina donde vivían en hoteles realizando una cantidad importante de conciertos cada semana para darse a conocer hasta lanzar su primer sencillo, «Rompan todo» («Break It All») en 1965 que sería un gran éxito. A diferencia de muchos grupos similares de la época, Los Shakers contaban con material completamente propio, cantado en inglés y ocasionalmente en español.
Atraídos por el éxito de «Break It All» lanzan su primer álbum titulado simplemente Los Shakers, que también se destaca por la gran calidad de las canciones y su similitud (intencional por supuesto), con las canciones de los primeros discos de The Beatles. Su música irá progresando en nuevas direcciones gracias al importante éxito que tenían en Sudamérica y es entonces cuando la discográfica decide proyectarlos al mercado estadounidense.
De esta manera aparece Break It All (disco titulado como su primer sencillo), que contenía reversiones de sus canciones más importantes con mejor calidad de sonido y material extra. Finalmente el éxito en el norte no llegó para Los Shakers, debido principalmente a sus negativas a hacer giras en Estados Unidos por su escaso dominio del inglés, finalmente la posibilidad de trascender nunca llegó.
Mientras tanto en el mercado local su incontenible éxito empezó a hacerles pensar que deberían dejar un poco la fórmula beatlera del éxito y empezar a buscar nuevos sonidos. Es así que su tercer álbum Shakers For You marca un punto de inflexión en la música de la banda y en el rock sudamericano. La canción «Never, never», que abre este disco es considerada como la primera canción de samba-rock y llegó al número uno en las listas brasileñas, y «Espero que les guste 042» es considerada como el primer ejemplo de psicodelia rioplatense.
Luego de esta placa siguieron editando sencillos como «Always You», «Red Rubber Ball» y «Won’t You Please» hasta producir su obra máxima llamada La conferencia secreta del Toto's bar que marcaría también el final de la banda. Los músicos seguirían entonces sus carreras individuales, realizando distintos y variados emprendimientos musicales.
En 1971, Pelín Capobianco y Caio Vila, sin los hermanos Fattoruso y liderando un quinteto llamado Shaker’s, grabaron el álbum In The Studio Again. El disco fue editado en Brasil, Argentina y Uruguay.
En 1975 Caio Vila formó el dúo Face to Face con Rúben Lorenzo, quien había sido parte del quinteto Shaker’s.
Face to Face grabó dos discos simples para la discográfica RCA: Dreams of a poor musician/Leave me alone (en 1975)
y Goodbye my Friend/Linda and bells in the sky (en 1976).
«Leave me alone» tuvo alta difusión en las radios de Río de Janeiro (Brasil).
En Uruguay «Leave me alone» se editó como parte del compilado Primavera Lee (RCA, 1976)
y «Goodbye, my friend» como parte del compilado Hot 100 en el Mar de la Tranquilidad (RCA, 1976).
En 2005, los integrantes originales se reunieron para grabar un nuevo álbum, Bonus Tracks y realizar diversas actuaciones en Argentina y Uruguay.
Osvaldo Fattoruso, guitarrista de la banda y baterista del Trío Fattoruso falleció el 29 de julio de 2012, a los 64 años a causa de un cáncer que venía padeciendo desde hace un tiempo.

## Integrantes
- Hugo Fattoruso  - guitarra, órgano electrónico, armónica, voz (1964-1968)
- Osvaldo Fattoruso † - guitarra, percusión, voz (1964-1968)
- Roberto Pelín Capobianco † - bajo, bandoneón, voz (1964-1968)
- Carlos Caio Vila † - batería, voz (1964-1968)

## Influencia sobre el rock argentino
Los Shakers fueron reconocidos y valorados por grandes músicos del rock argentino. Luis Alberto Spinetta contó que después de escuchar por primera vez la canción “I Hope You Like It 042” sentía que «había escuchado la música perfecta, algo mejor y más moderno que The Beatles... Ese hecho marcó mi vida para siempre».
En los años ochenta, Spinetta invitó a Osvaldo Fatorusso a participar como percusionista en sus álbumes Madre en años luz (de la banda Spinetta Jade) y en Privé. (En ese mismo período, Osvaldo participó también en dos álbumes importantes de Fito Páez: Giros y El amor después del amor).
Acerca de Los Shakers, Charly García dijo que «La primera vez que escuche una música similar a la de Los Beatles fue con ellos. Fue al primer grupo al que verdaderamente seguí».
Más tarde versionó “Rompan todo” (en el álbum Tango 4 de 1991, con Pedro Aznar y Sandro) y “The Child and I” (“El chico y yo”, en Sinfonías para adolescentes, el álbum del regreso de la banda Sui Generis en 2001). En la reunión de Los Shakers en 2005, fue Charly el presentador de sus conciertos en Buenos Aires.
Litto Nebbia cuenta cómo reaccionaron Los Gatos Salvajes cuando escucharon a Los Shakers en vivo por primera vez:

Con los muchachos del grupo quedamos petrificados. ¡Cómo sonaba eso! ¡My God! El empaste grupal, el ajuste armónico de las voces, los apoyos rítmicos, todo era de primera. Los Shakers sonaban igual al disco... Un perfecto ensamble.
Lito Nebbia

## Discografía
- Los Shakers (1965)

El primer disco traía el éxito "Break It All", "Don't Ask Me Love" que incluía el novedoso uso del koto (instrumento japonés), "Baby Yeah Yeah" y "Everybody Shake", entre otras. Los Shakers fue el disco más vendido, yendo directamente a los top musicales uruguayos y argentinos.
- Break It All (1966)

Grabada en estéreo para el sello neoyorquino Audio Fidelity. "Break It All" fue un lanzamiento exclusivo para el mercado estadounidense e incluyó regrabaciones de los éxitos del primer disco, y "Ticket to Ride" cantada en español. Por un inconveniente en la voz que sufría Hugo en aquel momento, la mayoría de las canciones que él solía cantar están aquí cantadas por Osvaldo.
- Shakers For You (1966)

En el 1966 todos los conjuntos musicales se adentraban al mundo de la psicodelia y Los Shakers mostraron estar alineados con la nueva tendencia editando el álbum Shakers For You. El segundo trabajo oficial de la banda se acercaba a los sonidos de Rubber Soul y de Revolver, con arranques creativos e inspiradas armonías vocales, abriendo con la samba beat "Never, Never". Por otro lado "The Child And Me", "Hear My Words", "Too Late" y "Smile Again" fueron éxitos destacados. Shakers For You termina con la belleza hipnótica y disonante de "I Hope You Like It 042" influenciada por "Tomorrow Never Knows" de The Beatles y "Eight Miles High" de The Byrds.
- La conferencia secreta del Toto's bar (1968)

Emparentada con Sgt. Pepper's Lonely Hearts Club Band, este álbum se basó en la fusión de la música rock y ritmos sudamericanos como el candombe y el tango. Fue el punto máximo de la banda en términos creativos y anticipó avances en producción y grabación en la Argentina. Se destacan temas como "Candombe", "B.B.B. Band", "Always You" y "Higher Than a Tower", que demuestran el gran momento compositivo que estaban atravesando los Hermanos Fattoruso y deja entrever que, pese a su escaso dominio del inglés, la banda estuvo musicalmente entre las mejores de la época. Pero las esperanzas de tener el primer gran conjunto sudamericano en el plano internacional se irían diluyendo, porque a medida que el disco avanzaba, se acercó el fin de la banda. La separación definitiva, sumada a la nueva moda de las bandas argentinas de cantar en español y la falta de promoción por parte de la compañía discográfica, provocó que el LP no tuviera mucha respuesta en ventas. De esta manera se convirtió en un disco de culto para los amantes del rock psicodélico, que hasta el día de hoy lo buscan, considerándolo un clave del género en Sudamérica.
- Bonus Tracks (2005)

Álbum reunión, principalmente cantado en español.

### Grabaciones relacionadas
- 1969: La Bossa Nova de Hugo y Osvaldo (sin Caio ni Pelín)
- 1971: In the Studio Again, de la banda Shaker's (sin Hugo ni Osvaldo)
- 1976: Goldenwings, de la banda Opa (sin Caio ni Pelín, con Ringo Thielmann)
- 1977: Magic Time, de la banda Opa (sin Caio ni Pelín, con Ringo Thielmann y Rubén Rada)
- 1981: A Los Shakers, por Otroshakers (sin Caio ni Pelín, con Ringo Thielmann y Rubén Rada)